# Mississippi (Film)
Mississippi ist ein US-amerikanisches Filmmusical aus dem Jahr 1935 von A. Edward Sutherland mit Bing Crosby, W. C. Fields und Joan Bennett in den Hauptrollen. Der Film wurde von Paramount Productions produziert und basiert auf dem Bühnenstück Magnolia von Booth Tarkington.

## Handlung
Im Süden vor dem Bürgerkrieg ist Commodore Jackson der tollpatschige und ständig betrunkene Kapitän des Mississippi-Showboots „The River Queen“. Eines Nachts fährt er mit dem Dampfer zu General Rumfords Plantage, um bei einer Verlobungsfeier zu unterhalten, bei der Rumfords Tochter Elvira ihre Verlobung mit seinem Mündel Tom Grayson bekannt geben will. Die Feier wird von Major Patterson unterbrochen, einem ehemaligen Verehrer Elviras. Er protestiert gegen die Verlobung mit der Begründung, sie seien bereits zuvor verlobt gewesen, und fordert Tom zu einem Duell heraus. Tom, der aus dem Osten stammt, weigert sich, sich zu duellieren, verliert jedoch den Respekt von Elvira und Rumford, weil er sich nicht an die südstaatlichen Gepflogenheiten hält. Er wird gebeten zu gehen und als er geht, gesteht Rumfords jüngste Tochter Lucy, in ihn verliebt zu sein. Trotz ihrer Schönheit nimmt Tom sie nicht ernst, weil sie in seinen Augen zu jung ist. Er unterschreibt mit Jackson einen Vertrag, um auf dem Showboot zu singen.
Während eines der vielen Kartenspielen rettet Tom das Leben seines Arbeitgebers, indem er einen wütenden Spieler daran hindert, ihn mit dem Messer zu erstechen. Jackson ist dankbar und nutzt diesen Vorfall, um sich vor Captain Blackie zu retten, dem er Geld schuldet. Jackson erfindet eine Figur namens Colonel Steele, „der singende Killer“, und sagt Blackie, dass Tom Steele ist. Während Toms Auftritt an diesem Abend versucht Blackie, die Show zu stoppen, indem er droht, Tom zu töten. Tom wird wütend, unterbricht die Show und kämpft mit Blackie, wobei er ihn mit seiner eigenen Waffe tötet. Danach macht Jackson Werbung dafür, dass in seiner Show der berüchtigte Steele mitspielt. Tom scheint die persönlichen Eigenschaften anzunehmen, die zu der Figur passen. Tom erlangt großen Ruhm, und als er Lucy wieder trifft, ist sie bereits zur Frau herangewachsen. Sie verlieben sich, aber als sie herausfindet, dass er der Colonel Steele ist, der angeblich ihren Cousin getötet hat, verlässt sie ihn und kehrt nach Hause zurück.
Tom erhält nach einiger Zeit einen Brief von Lavinia, Lucys Dienstmädchen, in dem sie ihm mitteilt, dass Lucy verlobt ist. Er geht zur Plantage und schüchtert erfolgreich sowohl Major Patterson als auch Lucys Verlobten ein, wodurch er Rumfords Bewunderung zurückgewinnt. Nachdem Lucy erkannt hat, dass die Steele-Geschichte eine Lüge ist, kehrt sie glücklich mit Tom zum Showboot zurück.

## Hintergrund
In der Presse wurde das Drehbuch den Autoren Herbert Fields und Hugh Wiley zugeschrieben. Eine spätere Pressemeldung gab jedoch an, dass Henry Myers für die Entwicklung der Geschichte verpflichtet wurde.

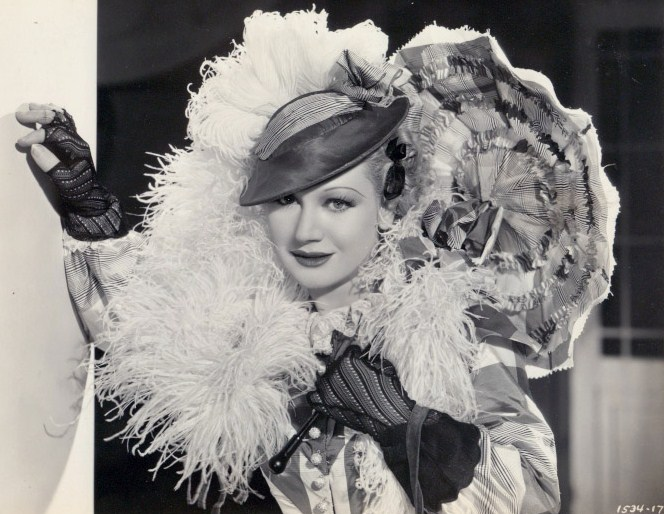
Szenenfoto mit Queenie Smith

Regisseur Wesley Ruggles übernahm aufgrund einer Erkrankung Sutherlands die Regie einiger Szenen. Sutherland wurde rechtzeitig gesund, um den Film fertigzustellen. Laut einer Pressemitteilung begann Karl Struss als Kameramann bei diesem Film. Moderne Quellen geben an, dass er von diesem Film abgezogen wurde, um einen Film mit Mae West zu drehen (vermutlich Goin’ to Town).
Tarkingtons Bühnenstück war vorher schon zwei Mal durch Paramount verfilmt worden. 1924 inszenierte James Cruze The Fighting Coward, 1929 folgte The River of Romance von Richard Wallace.
Hans Dreier und Bernard Herzbrun oblag die künstlerische Leitung. Irvin S. Cobb war technischer Leiter.

## Musik
Für den Film komponierte das Duo Rodgers und Hart folgende Songs: Soon, It’s Easy to Remember (And So Hard to Forget), Down by the River und Roll Mississippi. Von Stephen Foster stammte das 1851 entstandene Stück Old Folks at Home.

## Veröffentlichung
Die Premiere des Films fand am 22. März 1935 statt. In der Bundesrepublik Deutschland wurde er am 13. September 1970 im deutschen Fernsehen ausgestrahlt.

## Kritiken
Der Filmkritiken-Aggregator Rotten Tomatoes hat in einer Auswertung ein Publikumsergebnis von 80 Prozent positiver Bewertungen ermittelt.
Andre Sennwald von der The New York Times befand, inmitten einer Atmosphäre aus Magnolien, Krinoline und Kentucky-Whisky finden das alkoholische Genie von Mr. Fields und das unterirdische Gesäusel von Mr. Crosby einen glücklichen Kompromiss.
Die Variety bemängelte, dass Paramount sich offensichtlich nicht entscheiden konnte, was es mit diesem Film machen wollte. Er sei ziellos und kitschig. Für einige Momente sei er reine Farce, für einige Momente sei er Romantik. Und er nehme nie richtig Gestalt an.
Ken Hanke schrieb im Mountain Xpress, eine mehr oder weniger vergessenswerte Geschichte mache einer grandiosen Fields-Komödie Platz, einigen großartigen Rodgers- und Hart-Songs für Crosby und einer absolut glänzenden Filmtechnik und Ausstattung.
Das Lexikon des internationalen Films schrieb: „Klassisches Hollywood-Musical.“